# Adonisea citrinellus
Adonisea citrinellus là một loài bướm đêm trong họ Noctuidae.